# 县成

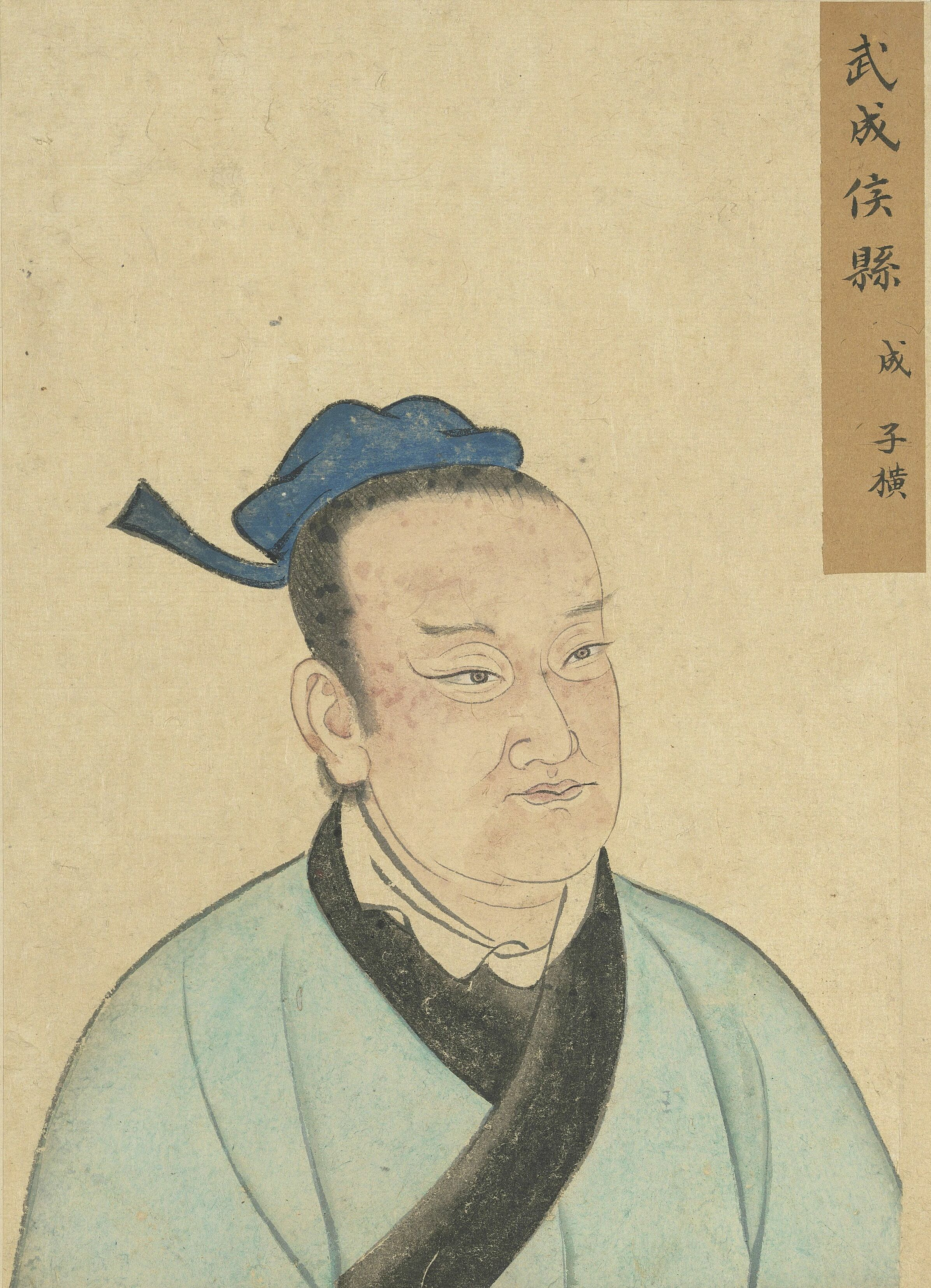
縣成

县成（？—？），《孔子家语》作郻成，字子祺，《孔子家语·弟子解》作字子横或子谋。春秋时期魯國人。孔子弟子。

## 生平
县成事跡不詳。 

## 歷代追封
- 漢明帝永平十五年（72年）從祀孔廟。
- 唐玄宗開元二十七年（739年）封巨野伯。
- 宋真宗大中祥符二年（1009年）封武城侯。
- 明世宗嘉靖九年（1530年）封先賢县子。